# 複式單位

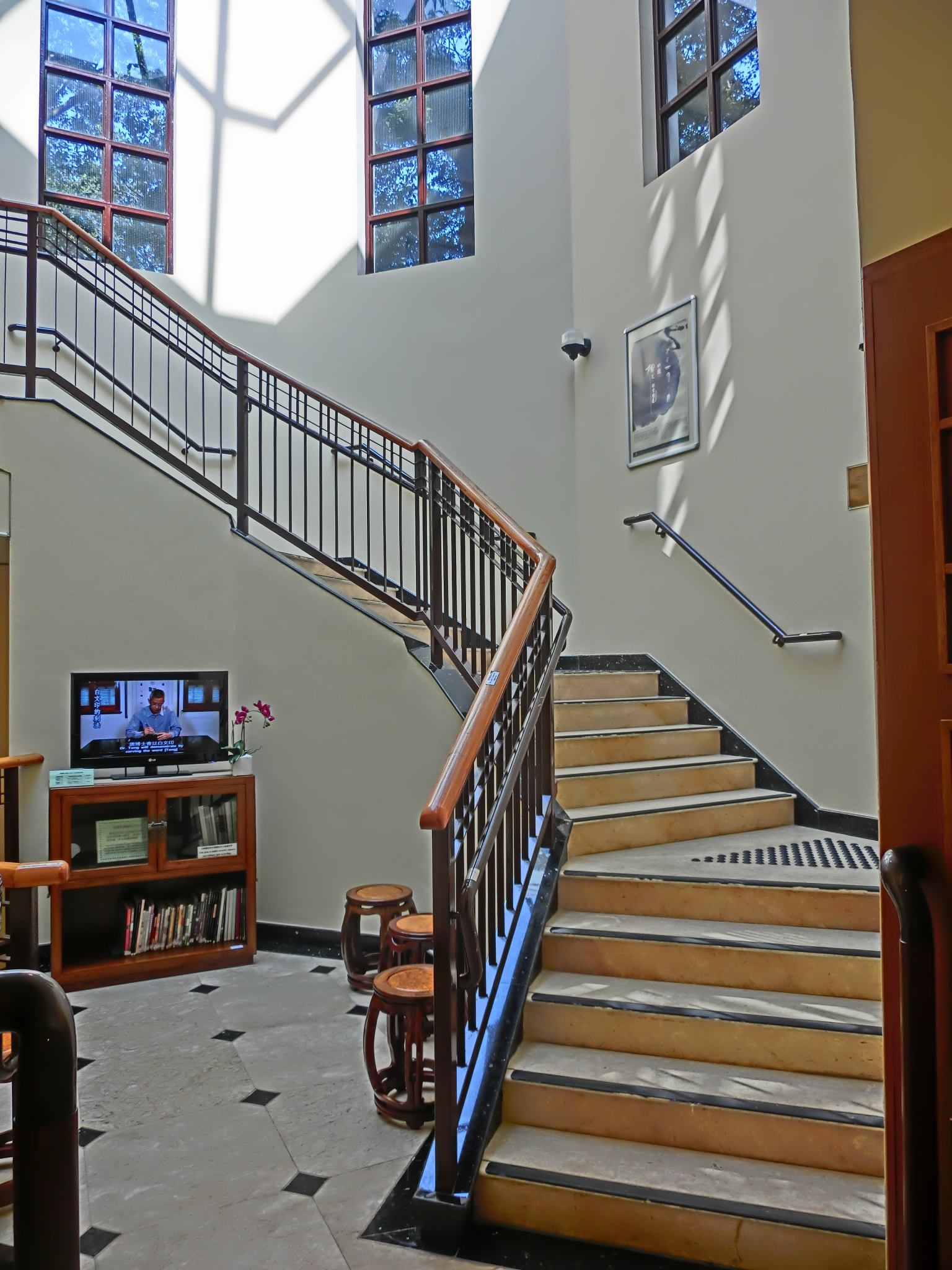
私家內置樓梯是複式單位的特徵

複式單位，泛指一個物業單位內有上下躍層的相連單位，之間設置私家樓梯或升降機互通。高層複式單位或稱空中別墅只是「複式單位」的子分類。此外，獨立屋別墅也可有複式單位之建築設計。
複式單位不方便長者、小童及殘障人士。不過複式單位令客廳與睡房之間產生分隔，私人空間也較多。

## 空中别墅
空中别墅，又稱高層複式單位，指建在高层楼顶端具有别墅形态的跃层住宅。空中别墅主要存在于高档公寓的顶层。在香港、澳門、北京、上海、广州及深圳等人口密集的大城市中，空中别墅未必只是富裕人士的生活方式。在香港的新界丁屋或舊式唐樓欠缺監管，出現非法天台屋或有多層複式單位，內置樓梯。

## 自設複式
是業主將上下兩層單位之間天花板，開一道樓梯，內置或外置梯，方便上落。自設複式多數是業主的創意設計，與原平面图不符，或許未經認可人士審批，又稱為非入則改建。自設複式未必是豪宅，標準分層單位或木屋區也可以有如此創意。